# Итиномия

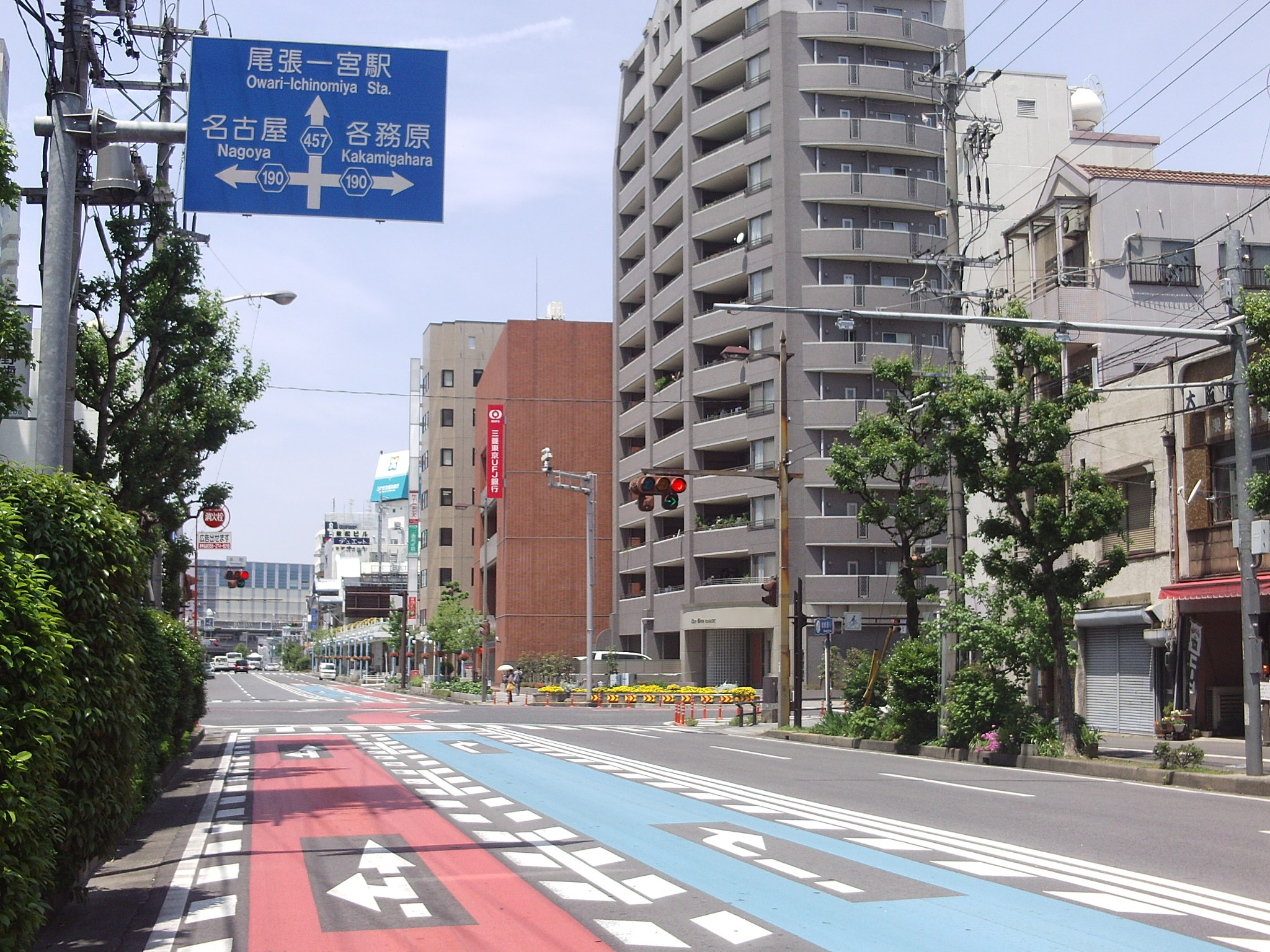
Итиномия

Итиномия (яп. 一宮市 Итиномия-си) — особый город Японии, расположенный в северо-западной центральной части префектуры Айти. Основан 1 сентября 1921 года путём предоставления посёлку Инадзава статуса города. 1 апреля 2005 года Итиномия поглотила город Бисай и посёлок Кисогава уезда Хагури. Город расположен на равнине Мино — Овари. Сейчас город — центр шерстяной, галантерейной и машиностроительной промышленностей.
Площадь города составляет 113,91 км², население — 378 785 человек (1 июня 2014), плотность населения — 3325,30 чел./км².